# John Earle
John Earle (York, 1601 – Oxford, 17 novembre 1665) è stato un vescovo anglicano inglese.

## Biografia
Si immatricolò al Christ Church di Oxford e si trasferì successivamente al Merton College, dove ottenne una fellowship. Nel 1631 divenne precettore ed in seguito cappellano personale di Philip Herbert, IV conte di Pembroke, che all'epoca ricopriva la carica di Cancelliere dell'Università di Oxford e che gli attribuì il rettorato della parrocchia di Bishopston nel Wiltshire.

Ben presto le sue capacità gli permisero di ottenere ottima fama e, nel 1641, venne nominato cappellano e tutore del futuro Carlo II d'Inghilterra. Nel 1643 fu nominato tra i membri dell'Assemblea di Westminster, ma le sue simpatie politiche per Carlo I d'Inghilterra e per la Comunione anglicana lo costrinsero a scegliere di non partecipare mai alle sedute dell'Assemblea. Agli inizi del 1643 venne nominato Cancelliere della Cattedrale di Salisbury, ma venne presto esautorato da questa posizione a causa delle sue simpatie realiste. Dopo la sconfitta delle forze di Carlo II nella Battaglia di Worcester, Earle fuggì all'estero con il seguito del re e venne nominato Clerk of the Closet, carica che ricoprì dal 1651 al 1654.

Trasferitosi ad Anversa al seguito del re esule Carlo II, di cui era diventato cappellano, trascorse circa un anno nella casa del futuro vescovo di Winchester, George Morley, amico dello scrittore inglese Izaak Walton. Successivamente si trasferì a Parigi, al seguito del Duca di York, il futuro Giacomo II, con il quale, a seguito della Restaurazione inglese, fece ritorno in Inghilterra. Venne nominato diacono di Westminster, e nel 1661 fu uno dei commissari delegati alla riforma liturgica, diventando nel frattempo ottimo amico del predicatore puritano Richard Baxter. Nel novembre del 1662 venne nominato Vescovo di Worcester, e venne trasferito dieci mesi più tardi alla Diocesi anglicana di Salisbury, dove riuscì a creare un clima di distensione con il clero nonconformista. Si oppose strenuamente al Conventicle Act del 1664 ed al Five Mile Act del 1665, entrambi misure di pressione e controllo contro il clero nonconformista.

Durante lo scoppio della Grande peste di Londra, si trasferì ad Oxford per assistere Carlo II e la regina consorte Caterina di Braganza, dove morì nel 1665.

## Opere
Earle fu autore di un'opera satirica dal titolo Microcosmographie, or a Peece of the World discovered, in Essayes and Characters, che getta luce sulle maniere ed i costumi dell'epoca. Pubblicato in forma anonima nel 1628, divenne un'opera molto popolare al punto tale da prevedere ben dieci edizioni consecutive; successivamente vi fu anche una traduzione in lingua francese dal titolo Le Vice ridiculé et la Vertu louée, per opera di James Dymocke e pubblicata a Lovanio nel 1671.